# Коробко Василь Іванович
Коробкó Васи́ль Івáнович (*31 березня 1927, с. Погорільці, Семенівська волость, УСРР — †1 квітня 1944, с. Смолокурня, Кам'янецький район, Брестська область, БРСР) — учасник партизанського руху в Україні під час Німецько-радянської війни.

## Біографічна довідка
Народився 31 березня 1927 року в с. Погорільці в родині селян. Упродовж 1935–1941 років навчався у місцевій школі. 
У роки Німецько-радянської війни всі члени сім'ї Коробків були в числі радянських партизан. В. І. Коробко спочатку був зв'язківцем-розвідником, а згодом брав участь у бойових операціях зі знищення ворожих ешелонів та техніки (загалом відомо про 9 знищених німецьких ешелонів). 
З березня 1943 р. стає інструктором диверсійної групи в партизанському загоні імені В. І. Чапаєва. 
З вересня 1943 р. продовжує брати участь у бойових діях із витіснення німецьких військ з території України та Білорусі, просуваючись далі на захід у складі 1-ї Української партизанської дивізії імені С. А. Ковпака. 
Загинув 1 квітня 1944 р. біля с. Смолокурня у Білорусі при виконанні бойового завдання, підірвавши ворожу переправу. 

## Пам'ять
- У 1966 році в с. Погорільці на фасаді школи, де упродовж 1935–1941 рр. навчався В. І. Коробко, відкрито пам'ятну дошку. У школі створено музей партизана.
- 9 травня 1967 року в с. Погорільці урочисто відкрито погруддя В. І. Коробка (скульптор І. А. Коломієць).
- У 1974 році іменем В. І. Коробка названо вулицю у Чернігові.

## Дивитись також
- Давидзон Я. Орлята партизанских лесов [Архівовано 2 листопада 2015 у Wayback Machine.]